# David Ferrer García
David Ferrer García (Ávila, 1973) es un poeta, escritor, historiador, ensayista español. Es profesor  de Lengua y Literatura española en secundaria, y pertenece a varias instituciones de investigación. 
Obtuvo el premio "Letras jóvenes" de la Junta de Castilla y León y  varios galardones de innovación educativa. Figura en numerosas antologías de poesía nacionales e internacionales. Entre sus libros destacan Ávila y la literatura del Barroco (1582-1700), Silencioso Aleteo, en la Fundación Jorge Guillén, Margen de Sombra o Sin ceniza ni sombra.